# Sàtir dansant de Mazzara

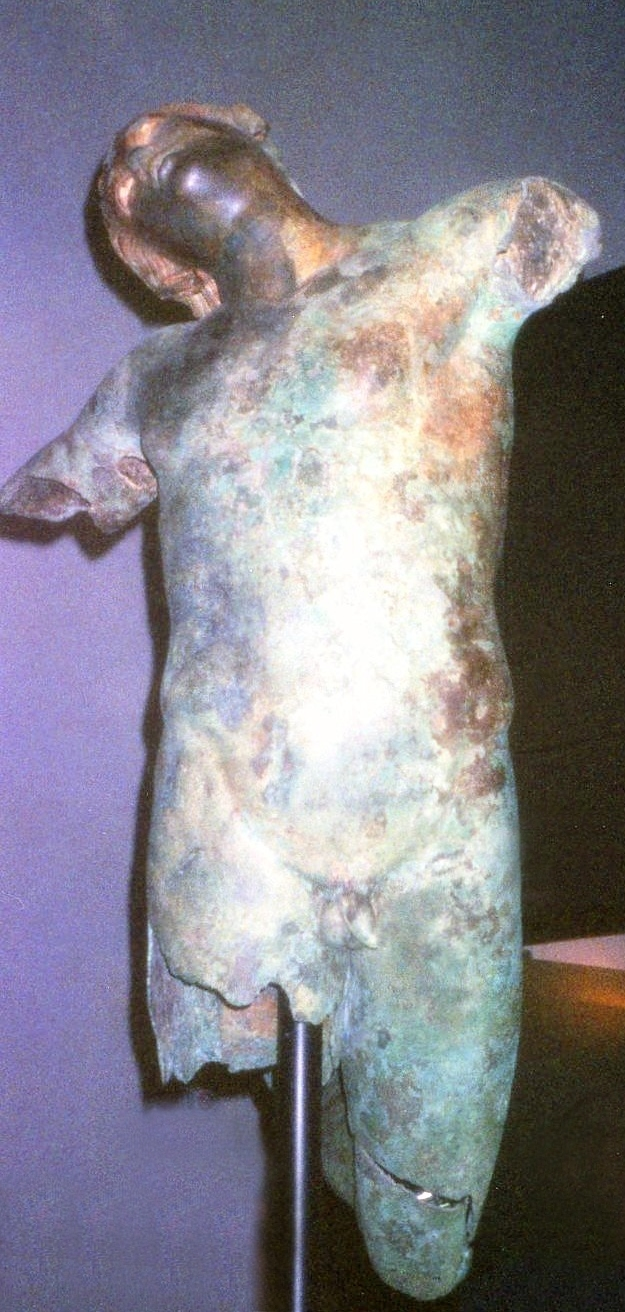
El Sàtir Dansant de Mazzara

El Sàtir Dansant (en sicilià, sàtiru danzanti) és una escultura en bronze de l'antiga Grècia trobada a la costa de Sicília. Pertany al període hel·lenístic, probablement al segle iv aC. Està realitzada amb la tècnica de la cera perduda inversa. Representa un sàtir que balla a la cort orgiàstica del déu Dionís. Fa 2,50 metres d'alçada. Actualment està exposada al Museo del Satiro instal·lat a l'església barroca de Sant'Egidio, a Mazzara, Sicília.

## Tema
Representa un sàtir ballant a la cort de Dionís, el déu del vi.

## Descripció
La figura balla girant, amb els braços oberts, el cap tirat una mica enrere -o de costat-enrere, com fan els ballarins- de manera que els cabells volen, emportats per a aquest moviment. Una estructura interna ben concebuda a base de pesos permet que s'aguanti verticalment.

## Estil
La figura és més gran que la mida natural, suposant que un sàtir té la mida d'una persona. Està fet amb bronze fos. Es tracta d'una de les rares escultures de bronze originals de l'època hel·lenística que han arribat als nostres dies. Està datada entre el segle IV i III aC.

## Trobament
Uns pescadors sicilians varen trobar primer una cama del sàtir, enganxada a les seves xarxes, quan treballaven a uns quaranta quilòmetres de la costa de Tunísia, i entre tots van portar el tros d'estàtua fins a Mazzara. Ells mateixos, metre pescaven, van estar molt alerta durant anys, amb l'esperança de trobar un braç, una altra cama o qualsevol part d'aquella figura desconeguda. Casualment, anys després, el 1998, quan pescaven per la mateixa zona, ells mateixos van trobar la resta del cos que es té actualment -encara falta una cama i els braços. L'estàtua estava molt malmesa a causa de l'aigua del mar, i va necessitar quatre anys de restauració, que es va fer a Roma, però els sicilians van lluitar durant tot aquest temps, i fins al 2003, per tal que l'escultura torni a Mazzara, on es troba en l'actualitat.